# Контраст
Контраст или антитеза (грч. ἀντί — против, θέσις — положај, ἀντίθησις - стављање насупрот, стављање у опреку) је стилска фигура која се заснива на супротности, где се два супротна или изразито различита значења речи или појма стављају један уз други како би се истакла њихова супротност. Семантичка опозиција је наглашена синтаксичким паралелизмом. Супротстављеност чланова антитезе је најчешће логичка, али може полазити од искуства (нпр. мачка и миш).
Чланови антитезе могу бити речи (нпр. краљевић и просјак), делови реченице ("Боље укор мудрога, него хвала лудога") или целе реченице ("Ум царује, снага кладе ваља"), а постоје и читава књижевна дела заснована на антитези.
Може се назвати посебном врстом поређења, у коме се поређење не врши по сличности, већ по супротности, чиме се веома изразито истичу оба члана која га сачињавају заснивајући се на оном у сликарству познатом поступку сликања црно-бело, или уопште сликања комплементарним бојама. Као што се контрастне боје у сликарству лепо допуњују, а опет свака понаособ изразитије делује, тако се и у књижевности контрастом постиже веома изразита конкретизација слике.
Припада фигурама мисли. Понекад се оксиморон сматра врстом антитезе речи.

## Историјат
Антитеза је важно средство античке реторике. Диодор тврди да ју је открио Горгија, поред хомојотелеутона и парисоса, па се због тога ове три стилске фигуре називају горгијанским фигурама. Аристотел је хвали јер сматра да се супротности боље разумеју ако стоје једна уз другу. И други антички реторичари су истог мишљења. Цицерон истиче њену украсну функцију. Насупрот овом схватању, Деметрије мисли да је извештачена. Аристотел упозорава да постоје и лажне антитезе, и ту наводи Епихармову "Час бијах у њиховој кући, час бијах с њима."
У српској народној поезији настала је њена посебна врста, словенска антитеза.

## Употреба
Антитеза изазива веома јак емоционални утисак, наглашава сукоб идеја а понекад служи хумору и иронији. Разуме се, у антитези се увек више истиче онај члан на који песник ставља мисаоно и емоционално тежиште. Честа је у пословицама.

## Примери
| „            | Једно време и цело двориште било је пуно руменог сјаја, али се брзо празнило као нагнут четвртасти суд, и све се више пунило сенком правога сутона." | ” |
| — Иво Андрић | |   |

| „                                          | Ја босиљак сејем, мени пелен ниче | ” |
| — српска народна песма, „Несрећна девојка“ |                                   |   |

| „                       | Ко тебе каменом, ти њега хлебом. | ” |
| — српска народна изрека |                                  |   |

| „                       | Тресла се гора, родио се миш. | ” |
| — српска народна изрека |                               |   |

| „                                | Бучни су анђели туге... Ал’ анђели радости шуте. | ” |
| — Владимир Назор, „Двоји анђели” |                                                  |   |

| „                                 | Било је то најбоље доба, било је то најгоре доба; доба мудрости и доба лудости, епоха веровања и епоха неверице, време светлости и време мрака, пролеће нада и зима очаја; имали смо све пред собом, и пред нама није било ничега, ишли смо сви право у небо, одлазили сви право у пакао... | ” |
| — Чарлс Дикенс, Прича о два града | |   |

## Сличне стилске фигуре
- Антиметабола
- Епанортоза
- Корекција
- Оксиморон
- Парадокс
- Словенска антитеза
- Хијазам